# Balmaceda biteniata
Balmaceda biteniata là một loài nhện trong họ Salticidae.
Loài này thuộc chi Balmaceda. Balmaceda biteniata được Cândido Firmino de Mello-Leitão miêu tả năm 1922.